# Juan Rubilar
Juan Alberto Rubilar Rivera (18 de noviembre de 1938 - 9 de enero de 2023), fue un profesor normalista, abogado, juez y ministro chileno. Se jubiló como Presidente la Corte de Apelaciones de Concepción en 2016.

## Biografía
Huérfano de madre a los cuatro años y de padre a los doce años, forjó su carácter en la Escuela Normal de Chillán. Partió su vida profesional en educación a los dieciocho años como profesor rural y la terminó como presidente de la Corte de Apelaciones de Concepción.  
Ingresó al Poder Judicial en 1978, como secretario del Primer Juzgado del Crimen de Talcahuano. En marzo de 1982 asumió como juez del Primer Juzgado de Letras de Talcahuano y, en mayo de 1992, fue nombrado juez del Primer Juzgado Civil de esa misma comuna.
El 9 de septiembre de 2002 asume como ministro de la Corte de Apelaciones de Concepción. En dicho tribunal adquirió notoriedad nacional cuando, en diciembre de 2002, fue designado ministro en visita en el conocido caso de Jorge Matute Johns, joven penquista que había desaparecido en 1999, y cuyos restos sólo fueron encontrados en 2004. Se retira como Presidente de la Corte de Apelaciones de Concepción el 18 de noviembre de 2016 por cumplir la edad límite legal, estuvo 33 años en el Poder Judicial . 
Falleció el 9 de enero del 2023.